# CD-i-Spiele der The-Legend-of-Zelda-Reihe
Link: The Faces of Evil, Zelda: The Wand of Gamelon und Zelda’s Adventure sind drei von Philips produzierte Action-Adventure-Spiele für das CD-i. Sie sind Teil der The-Legend-of-Zelda-Videospielereihe von Nintendo.
Aufgrund von Verhandlungen zwischen Nintendo und Philips gibt es diese Titel nur für das CD-i, da Nintendo es Philips nicht erlaubt hatte, ein CD-Add-on für das Super NES zu produzieren. Während dieser Verhandlungen sicherte sich Philips die Rechte, Nintendo-Charaktere in CD-i-Spielen zu verwenden, die von externen Spieleentwicklern stammen. The Faces of Evil und The Wand of Gamelon wurden von Animation Magic entwickelt und erschienen beide am 10. Oktober 1993 in Nordamerika. Zelda’s Adventure wurde von Viridis entwickelt und erschien am 5. Juni 1994. In diese Spiele wurden wenig Entwicklungszeit und finanzielle Mittel gesteckt und sie wurde von Nintendo auch nur mit wenig Einsatz unterstützt.
Die Philips-CD-i verkaufte sich nicht sonderlich gut und auch die Spiele dafür hatten, relativ gesehen, sehr geringe Absatzzahlen. Ursprünglich hatten die Zelda-Titel viel positive Resonanz erhalten, seit Mitte der 2000er wurden diese aber von Kritikern eher negativ bewertet. Einer der Gründe dafür war, dass nun viele Spieler die düsteren Zwischensequenzen sahen, da diese erstmals auf Plattformen wie YouTube verfügbar wurden. Dies führte dazu, dass die Zwischensequenzen als qualitativ sehr schlecht wahrgenommen wurden. Auch die bereits älteren visuellen Effekte der frühen 1990er wurden den Grafikeffekten der 2000er nicht mehr gerecht. Da es aber für viele Fans die erste Erfahrung mit diesen Spielen war, machten sich die CD-i-Zelda-Titel den Ruf der schlechtesten Spiele im Zelda-Universum. Dies wurde hauptsächlich damit begründet, weil sie eine ziemlich schlechte Animationsdarstellung und Steuerung hatten. In den Augen mancher Hardcoregamer wurde (laut dem Edge-Magazin) dieses Spiel „gleichbedeutend mit Blasphemie“ angesehen.
Faces of Evil und Wand of Gamelon wurden – wie bereits Zelda II: The Adventure of Link auf dem NES – als Side-Scroller entwickelt. Zelda’s Adventure hatte eine Ansicht aus der Vogelperspektive, wie sie auch schon im Originalspiel The Legend of Zelda vorkam. Alle CD-i-Zelda-Spiele beginnen mit einem animierten FMV, das die Möglichkeiten des CD-ROM-Formats zeigen soll, wie zum Beispiel in Zelda’s Adventure, das mit einem Live-Action-Movie beginnt.

## Geschichte
1989 unterzeichnete Nintendo einen Vertrag mit Sony, um ein CD-ROM-basiertes System zu entwickeln (siehe hierzu auch Nintendo PlayStation). Das Ergebnis war die SNES-CD (auch bekannt als „Nintendo Play-Station“), die ein Add-on für das Super Nintendo Entertainment System sein sollte, das FMV und größere Spiele erlauben würde. Jedoch brach Nintendo die Vereinbarung und beauftragte Philips, das Add-on zu produzieren. Das führte dazu, dass Sony seine eigene Spin-off-Version des Spieles für seine eigene Konsole, die PlayStation (mit „PlayStation“ geschrieben als ein Wort, wegen Copyrightproblemen mit der Marke „Play-Station“, da diese Nintendo gehört) produzierte. Weil die Sega Mega-CD nicht wirklich gut vom Markt angenommen wurde, wurde die Idee, das Add-on zu machen, nun endgültig verworfen. Als die Vereinbarung mit Philips aufgelöst wurde, vergab ihnen Nintendo die Rechte für fünf Charaktere, die wichtigsten davon sind Link, Princess Zelda, und Ganon, die sie auf der Philips-Konsole, der CD-i, nutzen durften, nachdem die Partnerschaft beendet war.
Daraufhin verteilte Philips die Umsetzung an unabhängige Studios, die die Charaktere für die Erstellung von drei Spielen benutzten. In die Produktion der Spiele wurde Nintendo nicht eingeweiht, es wurde ihnen nur das Aussehen der Charaktere mitgeteilt, dieses basiert auf der Artwork von Nintendos zwei Originaltiteln und deren entsprechenden Gestaltungsrichtlinien. Philips bestand aber darauf, dass die Entwicklungsstudios alle Möglichkeiten der CD-is benutzten, z. B. FMV, hochauflösende Grafiken und Musik in CD-Qualität. Das System war aber nicht dafür ausgelegt, eine Videospielkonsole zu sein, da es einige technische Einschränkungen gab, wie verzögernde Steuerung (speziell für den Standardinfarotkontroller), und vielen anderen Problemen im Bereich Audio-Streaming, Speicherzugriffe, Grafik und Zugriffe auf das Lesemedium.
Die ersten beiden Spiele wurden 1993 auf der CES präsentiert und überraschten das Publikum mit ihrem Umfang an Animationen. Alle CD-i-Spiele der The-Legend-of-Zelda-Reihe wurden nach Link’s Awakening veröffentlicht, aber vor Ocarina of Time.
Im Jahr 2023 erscheint ein inoffizielles Zelda-Adventure-Demake auf dem Game Boy.

## Videospiele

### Link: The Faces of Evil
Zelda: Wand of Gamelon wurde gleichzeitig veröffentlicht mit Link: The Faces of Evil, das der erste Teil der Zelda-Spielereihe für die CD-i darstellt. Es folgte dem klassischen Handlungsstrang der Spiele, indem Link Zelda rettet. Faces of Evil wurde Nintendos vorherigem Side-Scroller Zelda II: The Adventure of Link nachempfunden. Es wurde mit einer besonderen Neuheit in der Computerspielindustrie entwickelt, nämlich indem alle Zwischensequenzen im russischen Animationsstil erstellt wurden und das Spiel dennoch einen sehr guten Zuspruch erhielt. Die heutige Kritik ist geschlossen negativ gegen das Spiel eingestellt und die Zwischensequenzen wurden immer wieder als Ziel für spöttische Bemerkungen genannt.

### Zelda: The Wand of Gamelon
In Wand of Gamelon geht es darum, das Zelda Link und ihren Vater den König retten muss, da die beiden nicht von ihrem Abenteuer zurückgekehrt sind. Wie auch schon in Faces of Evil, wurde das Spiel nach dem Side-Scroller-Konzept bekannt aus Zelda II: The Adventure of Link erstellt, und die Zwischensequenzen wurden auch hier mit russischen Animationen extern produziert. Trotz der überaus positiven Bewertungen in der damaligen Zeit wird, wie auch in Faces of Evil, das Spiel von heutigen Kritikern oft ins Lächerliche gezogen, wegen seiner Unfähigkeit, die animierten Zwischensequenzen für damalige moderne Standards einzubinden, und erntete somit wieder Spott und Hohn.

### Zelda’s Adventure
Es wurde ungefähr acht Monate nach den ersten beiden Zelda-CD-i-Spielen veröffentlicht. Zelda’s Adventure wurde von einem anderen Studio erstellt, namentlich Viridis. Dieses Spiel folgte auch den nicht traditionellen Link-rettet-Zelda-Handlungsstrang, und es basiert auf einer anderen Spiel-Engine als Faces of Evil und Wand of Gamelon. Wohingegen in den ersten beiden CD-i-Spielen mit dem side-Scrolling-Prinzip wie in Zelda II: The Adventure of Link, Zelda’s Adventure gearbeitet wurde, hat man sich in Zelda's Adventure für die top-down-Variante wie in The Legend of Zelda entschieden. Zelda’s Adventure zeigte einige FMV-Zwischensequenzen, aber statt auf gezeichnete Animationen zu setzen, wurden Live-Action-Szenen verwendet. Die Rückmeldungen auf das Spiel waren ziemlich schlecht, aber im Gegensatz zu den beiden älteren Spielen, wo es noch unterschiedliche Bewertungen gab, fällt es bei Zelda's Adventure geschlossen negativ aus.